# Kawakami (Nagano)
Kawakami (川上村, Kawakami-mura) est un village situé dans le district de Minamisaku (préfecture de Nagano), au Japon.